# London Overground
London Overground («Лондонское надземное метро», LO) — система пригородно-городского железнодорожного транспорта в Большом Лондоне и Хартфордшире.
С 2016 года управляется компанией Arriva Rail London в качестве части сети National Rail под торговой маркой Transport for London. Состоит из шести линий.

## История
Железные дороги в Великобритании управляются на основе системы железнодорожных франшиз различными частными компаниями с общей торговой маркой — National Rail.
В 2003 году был запущен пилотный проект, согласно которому все линии National Rail в пределах Лондона были бы объединены под одной торговой маркой. Transport for London (TfL), муниципальная компания общественного транспорта, начала использовать бренд «Overground Network» («Надземная сеть») на некоторых линиях в южном Лондоне. Позже проект был остановлен.
В 2004 году Министерство транспорта Великобритании объявило о планируемом пересмотре железнодорожной системы в Великобритании. В рамках этого пересмотра Transport for London предложила создать «Лондонское региональное железнодорожное управление» (London Regional Rail Authority), которое бы позволило TfL самостоятельно регулировать железнодорожный транспорт как непосредственно в пределах Большого Лондона, так и на прилегающих к нему территориях.
В результате консультаций часть сети франшизы Silverlink была передана под контроль TfL. В состав франшизы входили две области: Silverlink County (пригородные и региональные линии) и Silverlink Metro (в основном внутригородские маршруты). После разделения франшизы на 2 части в 2007 году область Silverlink County перешла в состав новой франшизы London Midland, а Silverlink Metro перешла под управление TfL.
20 февраля 2006 года Министерство транспорта Великобритании сообщило о передаче Silverlink Metro в управление TfL. Начался приём заявок на участие в тендере на управление линией под временным названием «Северо-Лондонская железнодорожная линия» (North London Railway). 5 сентября 2006 года был представлен бренд London Overground (по аналогии с Underground, «подземкой», то есть метрополитеном) и было объявлено о выводе линии Ист-Лондон из состава метрополитена и её включении в новую железнодорожную систему. В состав «надземки» вошёл и так называемый «тоннель Брюнеля»: старейший в мире тоннель из числа проложенных под водными преградами Брюнелем.
К 2021 году сеть London Overground представляла собой 6 линий, подписанных на карте Лондонского метро и на указателях одним и тем же словом Overground и обозначенных одним и тем же оранжевым цветом, что создавало путаницу. В апреле 2021 года мэр Лондона Садик Хан пообещал, что если он будет переизбран на следующий срок, то даст каждой из 6 линий отдельное имя и отдельный цвет. В феврале 2024 года было объявлено о переименовании, которое и состоялось в ноябре того же года.
- Линия на Уотфорд, проходящая мимо стадиона Уэмбли, названа      Lioness line («линия Львицы») в честь женской футбольной команды, победившей на чемпионате Европы в 2022 году.
- Линия, ранее известная как линии North London и West London, названа      Mildmay line в честь расположенной около неё больницы[англ.], внёсшей вклад в борьбу со СПИДом в 1980-е годы.
- Линия на Баркинг названа      Suffragette line в честь движения суфражисток, боровшихся за права женщин, одна из лидеров которого проживала в Баркинге.
- Линия, ранее известная как линии East London и South London, названа      Windrush line в честь общины[англ.] иммигрантов из Карибского бассейна, носящих произвище Windrush generation по одному из кораблей, доставивших их в Европу после Второй мировой войны.
- Линия, начинающаяся от вокзала Ливерпуль-стрит, названа      Weaver line («линия Ткача») в честь района, в котором торговали текстилем.
- Короткая линия, проходящая через Хаверинг, названа      Liberty line в честь бывшего королевского поместья Royal Liberty of Havering, где слово «либерти» обозначает и средневековую административную единицу[англ.], и свободу, которую компания TfL назвала «определяющей чертой Лондона».